# Distretto di Manang
Il distretto di Manang è un distretto del Nepal, in seguito alla riforma costituzionale del 2015 fa parte della provincia di Gandaki. 
Il capoluogo è Chame.
Geograficamente il distretto appartiene alla zona montagnosa himalayana detta Parbat. Nella zona nord, al confine con il Tibet, si trovano le cime del Ratna Chuli (7.035 m.) e Himlung (7.126 m.), nella zona orientale, al confine con il distretto di Gorkha, si trovano il Manaslu (8.163 m.), lo Ngadi Chuli (7.871 m.) e l'Himal Chuli (7.893 m.), mentre nella zona occidentale, al confine con il distretto di Kaski, si trovano le cime dell'Annapurna II (7.937 m.) e Annapurna III (7.555 m.).
Il principale gruppo etnico presente nel distretto è quello dei Gurung.

## Municipalità
Il distretto è costituito da quattro municipalità.
- Chame
- Nason
- Narpa Bhumi
- Manang Ngisyang